# ウェイクフィールド-241丁目駅
ウェイクフィールド-241丁目駅（ウェイクフィールド-241ちょうめえき、英語: Wakefield–241st Street）はニューヨーク市地下鉄IRTホワイト・プレーンズ・ロード線の北側ターミナル駅である。ブロンクス区ウェイクフィールドの東241丁目とホワイト・プレーンズ・ロードの交差点に位置し、2系統が終日停車する。なお、当駅はニューヨーク市地下鉄内において最北端に位置している駅である。

## 歴史
駅は1920年12月13日、IRTホワイト・プレーンズ・ロード線の最後の延伸区間として開業、駅名は東241丁目駅であった。当駅 - 東238丁目駅（現ネレイド・アベニュー駅）間の開業は239丁目車両基地への連絡線と本線の合流地点の建設に手間取り予定よりも遅れていた。
駅は2005年7月30日から2005年12月11日まで他のホワイト・プレーンズ・ロード線の9駅と共に改装工事が行われた。1億6700万ドルを掛けて行われたこの改装ではADAに準拠した点字ブロックや階段・ホーム上の屋根の設置、老朽化した駅設備の更新、駅のきっぷ売り場周辺の構造見直しなどが行われた。

## 駅構造
| P ホーム階 | 相対式ホーム、使用されていない             | 相対式ホーム、使用されていない                                                                                              |
| P ホーム階 | 2番線                                      | ← フラットブッシュ・アベニュー-ブルックリン・カレッジ駅行き（ネレイド・アベニュー駅） （定期列車なし:ガン・ヒル・ロード駅） |
| P ホーム階 | 島式ホーム、到着番線に応じた側のドアが開く | |
| P ホーム階 | 3番線                                      | ← フラットブッシュ・アベニュー-ブルックリン・カレッジ駅行き（ネレイド・アベニュー駅） （定期列車なし:ガン・ヒル・ロード駅） |
| P ホーム階 | 相対式ホーム、使用されていない             | |
| M          | 改札階                                     | 改札、駅員詰所、メトロカード自動販売機                                                                                      |
| G          | 地上階                                     | 出入口 |

駅は相対式ホーム2面と島式ホーム1面、線路2線を有した3面2線の高架駅である。駅の北側で線路は車止めにより終わっている。また、相対式ホーム2面は現在使われていないが、以前は相対式ホームを降車客が、島式ホームを乗車客が使用し乗客の分散を行っていた。
ホーム中央には2番線 (Track 2) と3番線 (Track 3) と書かれたラベルの付いた発車標がありどちらのホームの列車が先発するかの案内をしている。ただし、先発後発の案内のみで行先や系統の案内はなされていない。また、ホーム上には乗務員詰所もある。
駅の南側では線路が3線に分岐し、更に南側で239丁目車両基地の連絡線と合流する。
駅には2006年にアルフレッド・セイバルにより製作されたアートワーク、『Permanent Residents and Visitors』が設置されている。これはホームの窓ガラスに設置されたファセットガラスにより構成されており、ニューヨーク市に住む鳥を中心に描かれている。

### 出口
改札口は駅の北端にある。地上へは3つの階段があり東241丁目のホワイト・プレーンズ・ロードの交差点南東に2つ、同交差点南西に1つ接続している。

### 駅名
この駅は何度か改称を行っている。駅建設時の仮称はベッカー・アベニュー駅 (Becker Avenue) であったが1920年12月13日に東241丁目駅 (East 241 Street) として正式に開業した。1984年には出入口の看板と駅名標の表記が241丁目駅 (241 Street) に変更された。
なお駅は当初路線図には241丁目-ウェイクフィールド駅 (241 Street–Wakefield) と表記されていたが1998年より現在の駅名であるウェイクフィールド-241丁目駅 (Wakefield–241 Street) と表記されるようになった。